# Depala vas
Depala vas je naselje v Občini Domžale.